# Philodromus marmoratus
Philodromus marmoratus är en spindelart som beskrevs av Kulczynski 1891. Philodromus marmoratus ingår i släktet Philodromus och familjen snabblöparspindlar. Inga underarter finns listade i Catalogue of Life.